# General Hornos
General Hornos es una localidad argentina del partido de General Las Heras, provincia de Buenos Aires.

## Ubicación
Se ubica a la vera de la ruta provincial 40 (ex ruta nacional 200).
Cuenta con la estación de ferrocarril de la Línea Sarmiento: estación Hornos

## Geografía

### Población
Cuenta con 194 habitantes (Indec, 2010), lo que representa un incremento del 10,9 % frente a los 175 habitantes (Indec, 2001) del censo anterior.
| Gráfica de evolución demográfica de General Hornos entre 1991 y 2010                           |
|                                                                                                |
| Fuente: Censos nacionales del INDEC. En 1991 había sido censada como población rural dispersa. |

### Sismicidad
La región responde a la «subfalla del río Paraná», y a la «subfalla del río de la Plata», con sismicidad baja; y su última expresión se produjo el 5 de junio de 1888 (136 años), a las 3.20 UTC-3, con una magnitud aproximadamente de 5,0 en la escala de Richter (terremoto del Río de la Plata de 1888).
La Defensa Civil municipal debe advertir sobre escuchar y obedecer acerca de
Área de
- Tormentas severas periódicas
- Baja sismicidad, con silencio sísmico de 136 años